# Ordnance ML 3 inch Mortar
 (juin 2025).
Si vous disposez d'ouvrages ou d'articles de référence ou si vous connaissez des sites web de qualité traitant du thème abordé ici, merci de compléter l'article en donnant les références utiles à sa vérifiabilité et en les liant à la section « Notes et références ».

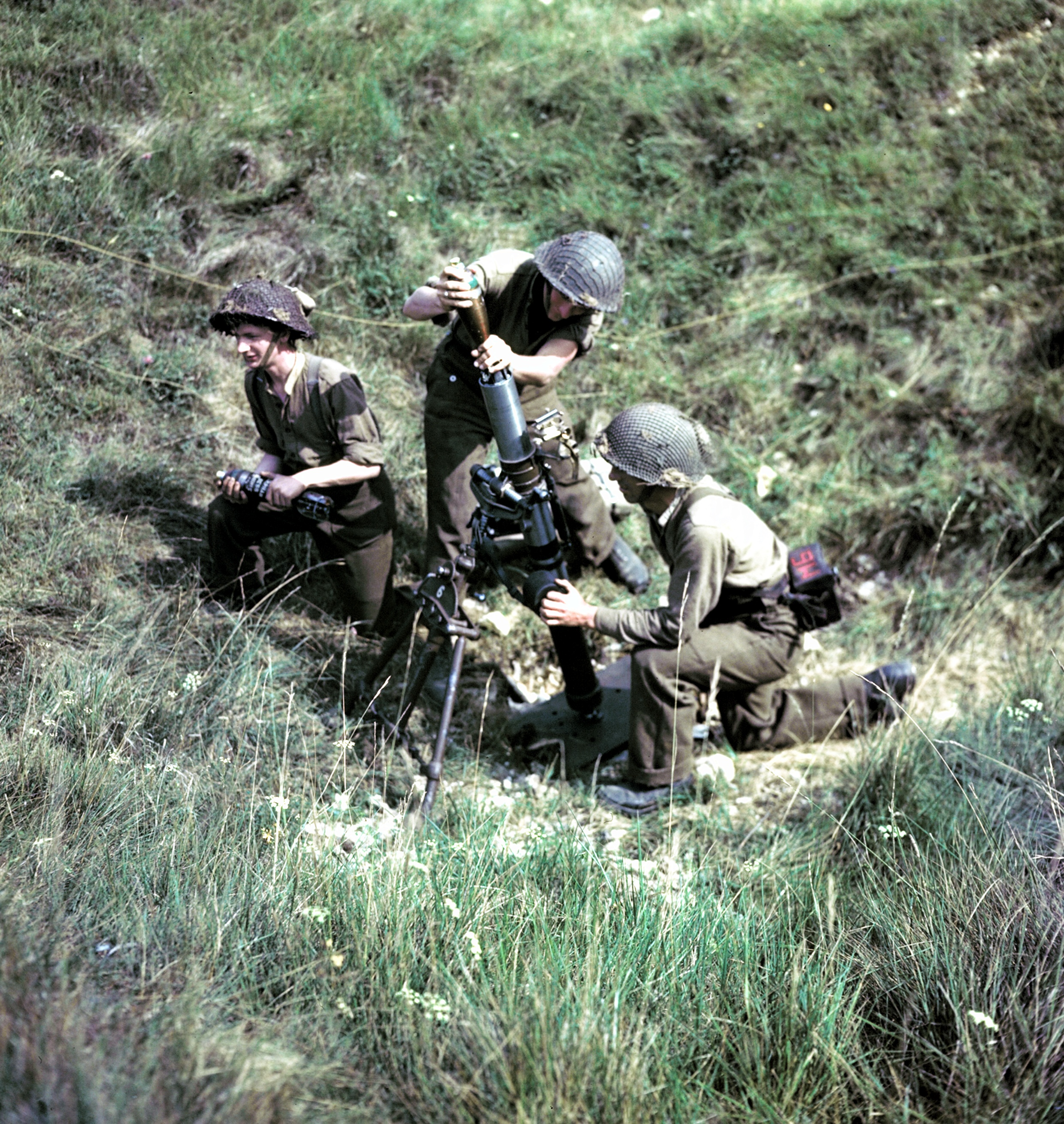
Une équipe de mortier canadienne en action en France en 1944

Le Ordnance ML 3 inch Mortar (mortier de 3 pouces en français) (81 mm), est un mortier britannique utilisé du début des années 1930 jusqu'à 1960.

## Caractéristiques
- Pays : Royaume-Uni ;
- Poids : 48,82 kg ;
- Longueur : 129,50 cm ;
- Poids de l'obus : 4,5 kg ;
- Portée : 2 500 m[1].